# دانشگاه هوکایدو

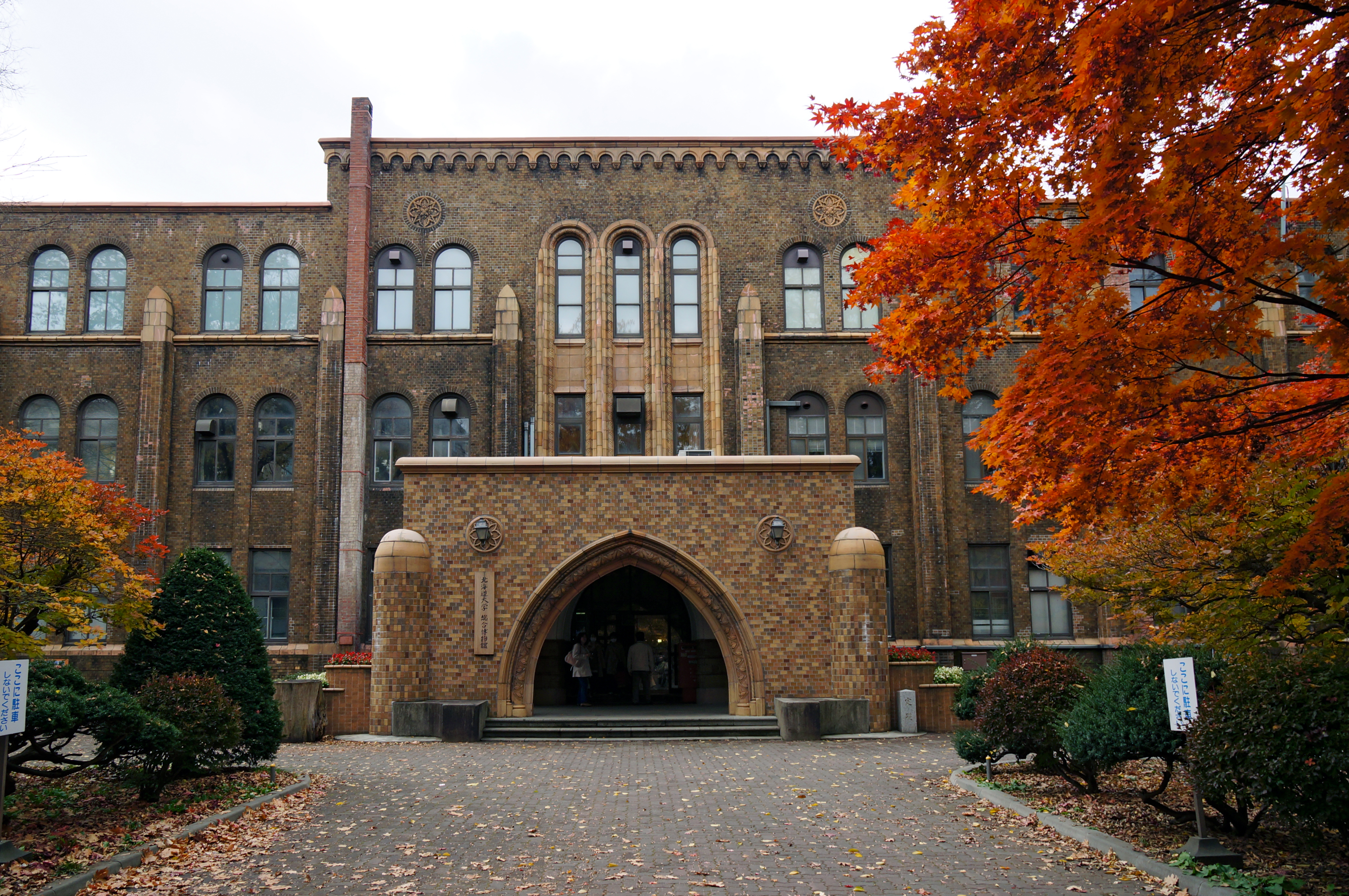
نمایی از موزهٔ ساختمان اصلی دانشکده علوم سابق - ۲۰۱۳

دانشگاه هوکایدو (به ژاپنی: 北海道大学, Hokkaidō daigaku) یک دانشگاه ملی ژاپن در ساپورو، هوکایدو است. این پنجمین دانشگاه امپراتوری ژاپن بود که به عنوان بهترین موسسات آموزش عالی یا تحقیقاتی کشور تأسیس شد. دانشگاه هوکایدو یکی از برترین دانشگاه‌های ژاپن در نظر گرفته می‌شود و در رتبه‌بندی پروژه دانشگاهی ژاپن ۲۰۱۴ دانشگاه ژاپن در رتبه پنجم قرار گرفت.